# Catedral da Santíssima Trindade (Blaj)
Catedral da Santa Trindade (em romeno: Catedrala Sfânta Treime é um templo católico romeno ecomendada pelo bispo Inocențiu Micu-Klein e construída por Anton Erhard Martinelli e Johann Baptist Martinelli.